# Micha Ende

Micha Ende Argentina 2011

Micha Ende (Leipzig, 14 de abril de 1959) é um fotógrafo, jornalista, documentarista e curador teuto-brasileiro, reconhecido por seus trabalhos socio-documentais nos países BRICS.

## Primeiros anos e educação
Micha Ende estudou Comunicação Visual e Fotografia nas universidades de Wuppertal e Dortmund entre 1978 e 1981. Durante esse período, cumpriu serviço civil no centro cultural Die Börse em Wuppertal (1978–1979), onde atuou como editor-chefe do Börsenblatt e membro do conselho programático.
Entre 1980 e 1983, trabalhou como fotógrafo para o jornal Westdeutsche Allgemeine Zeitung (WAZ) e como repórter para revistas culturais e musicais como Marabo e Überblick. Anos mais tarde, entre 2013 e 2017, completou bacharelado e mestrado com ênfase em Fotografia e História da Arte na FH Bielefeld.

## Carreira

### Fotografia e Jornalismo
A carreira fotográfica de Micha Ende começou em 1984 com a exposição Faces of Lisbon, apresentada nos Institutos Goethe de Lisboa, Porto e Coimbra. Desde 1987, ele publica reportagens em revistas renomadas como STERN, GEO e SPIEGEL. Entre suas séries mais conhecidas está Rio by Night, produzida entre 1995 e 2005, que explora o lado oculto e proibido da vida noturna no Rio de Janeiro.
Em 1990, tornou-se membro da agência Bilderberg, realizando projetos fotográficos em locais como Cuba e Austrália. Em 1997, aprofundou seus estudos sobre estética do documentário na Escuela Internacional de Cine y Televisión em Cuba.

### Documentários
Em 1998, fundou a produtora Camera Viva no Rio de Janeiro. Por meio dela, produziu documentários para emissoras alemãs como ZDF, WDR e RTL. Seu longa-metragem  The Wine of the Souls (2005–2007), que explora o culto do Santo Daime, foi exibido em festivais internacionais.

### Projeto "Distant Neighbours"
Desde 2008, Micha Ende lidera o projeto central Distant Neighbours, que explora questões sociais e ambientais nos países BRICS. O projeto inclui:
Waste & Wealth (2011–2017): Documentário sobre desigualdade social no Rio de Janeiro, Pequim e Pune.
Harvest Handmade (2019–2024): Focado na agricultura orgânica.
Em 2024, fundou a associação Distant Neighbours e.V., com sede em Colônia (Alemanha) e Rio de Janeiro (Brasil).

## Atividade docente
Entre 2011 e 2013, Micha Ende foi professor visitante na Communication University of China, em Nanjing. Em 2014, ministrou palestras no Shanghai Institute of Visual Arts.

## Exposições selecionadas
1984: Faces of Lisbon – Instituto Goethe (Lisboa, Porto e Coimbra).
2008–2012: Rio by Night – Tops Festival Shen Yang (China), Pirenópolis Photo Festival (Brasil), Luo Ping International Photo Festival (China) e Lanzhou Cultural Center (China).
2011: Waste and Wealth – Chongqing.
2019: Distant Neighbours – Colônia.
2023: Harvest Handmade – Colônia.

## Publicações
Planet Gericinó (2014).
Käferland Brasilien (2018).